# 奥村元佶
奥村 元佶（おくむら げんきつ、1861年11月17日（文久元年10月15日） - 1917年（大正6年）9月7日）は、大日本帝国陸軍軍人。最終階級は陸軍少将。功四級。

## 経歴
奥村音右衛門の長男として甲斐国（現山梨県）に生まれ、1899年（明治32年）7月、分家して一家を創立する。1879年（明治12年）陸軍士官学校に入学し（旧4期）、1881年（明治14年）12月、陸軍騎兵少尉に任じる。1882年（明治15年）9月、輜重兵少尉に転じ、輜重兵監督副官、第2軍兵站部司令官などを経て、1901年（明治34年）11月、大佐に進級と同時に輜重兵第1大隊長に補され、日露戦争に出征した。1907年（明治40年）11月、陸軍少将に進級と同時に予備役に編入した。

## 栄典
- 1902年（明治35年）2月20日 - 従五位[6]